# شکاف در پوست
شکاف در صدف (آلمانی: Die Unsichtbare) فیلمی درام به کارگردانی کریستین شوخو است.

## داستان
داستان درباره یک دانشجوی رشته بازیگری هست که اعتماد به نفس پائینی دارد و از این که زیبائی‌های او دیده نمی‌شوند رنج می‌برد. او کم کم نقاط قوت خود را پیدا می‌کند و...